# Российская государственная программа развития вооружений на 2011—2020 годы
Российская государственная программа развития вооружений на 2011—2020 годы — программа госзакупок на нужды обороны в соответствующий период, утверждённая Президентом России Медведевым Д.А. 31 декабря 2010 года и заменившая собой частично реализованную ГПВ-2015.
В результате программы предполагалось повысить уровень оснащённости армии новой техникой с 10% до 70-80%, в том числе зенитных ракетных войск до 100%. Объём финансирования по новой программе составил 19 трлн руб (для сравнения объём по ГПВ-2015 составлял 5 трлн руб). Основной объём финансирования, как и в предыдущей программе, был сдвинут на вторую половину срока. Четверть средств должно было быть выделено на ВМФ РФ, четверть на ВВС РФ.
В 2018 году была принята следующая программа ГПВ-2027 на 20 трлн рублей, ориентированная в первую очередь на развитие ядерного оружия (межконтинентальные баллистические ракеты «Сармат» и «Рубеж»).

## Содержание программы и реализация
- 100 надводных и подводных кораблей, в т.ч.:
  - 8 стратегических атомных подводных лодок проекта 955 «Борей» (увеличено до 10)
  - 20 нестратегических подводных лодок (увеличено на 10 многоцелевых подводных лодок проекта 885 «Ясень»)
  - 35 корветов, в т.ч. 30 проекта 20380
  - 15 фрегатов (сокращено до 14), в том числе 6 проекта 11356 и 9 проекта 22350
  - 6 малых ракетных кораблей проекта 21630 «Буян»
  - 6 больших десантных кораблей проекта 11711 «Янтарь»
  - 4 вертолётоносных корабля-дока «Мистраль» (2 планировалось закупить во Франции, но в рамках санкций в отношении России в связи с событиями на Украине контракт был разорван в 2015 году, аванс возвращён, корабли проданы Францией Египту)
- 600 самолётов (истребители Т-50 (ПАК ФА) 52 шт, Су-35С, МиГ-35 37 шт, фронтовые бомбардировщики Су-34 и штурмовики Су-25СМ, а также транспортники Ил-76 и Ан-70)[1]
- 1100 вертолётов (Ми-28Н и Ми-28НМ «Ночной охотник» и Ка-52 «Аллигатор», транспортно-боевые Ми-8АМТШ, транспортные Ми-8-МТВ-5, Ми-26, «Ансат»)
- 10 дивизионов ЗРК С-500
- 56 дивизионов ЗРК С-400
- 2300 танков
- 2 тыс артиллерийских систем
- 10 бригад «Искандер-М»
- 270-280 межконтинентальных баллистических ракет «Ярс»

К 2018 году частично не были выполнены планы постройки крупных надводных кораблей основных классов (8 фрегатов проекта 22350 и до 20 корветов семейства 20380/20385), 2 вертолётоносца с морскими вертолетами Ка-52 «Катран» ожидаются к 2025 году. Подводная часть кораблестроения и другие неисполненные пункты (единая система ПВО/ПРО С-500, которую планировалось сдать заказчику к 2015 году и до 2020-го поставить на боевое дежурство 10 дивизионов; бронетехника нового поколения: платформы «Армата», «Курганец-25», «Бумеранг») были переведены в ГПВ-2027.

## Реакция и оценки
Критика роста в том числе военных расходов в связи с реализацией ГПВ-2020 стала причиной отставки Кудрина А.Л. с поста министра финансов в сентябре 2011 года.